# Yli-Nampajärvi
Yli-Nampajärvi eller Nampajärvi är en sjö i Finland. Den ligger i kommunen Rovaniemi i landskapet Lappland, i den norra delen av landet, 700 km norr om huvudstaden Helsingfors. Yli-Nampajärvi ligger 136,8 meter över havet. Den är 13,5 meter djup. Arean är 5,78 kvadratkilometer och strandlinjen är 27,6 kilometer lång. Sjön  ingår i Kemi älvs huvudavrinningsområde. 